# Фессалія (периферія)
Фесса́лія або Тесса́лія (грец. Περιφέρεια Θεσσαλίας) — історична область і периферія в середній частині Греції, на узбережжі Егейського Моря, столиця — місто Лариса.
За адміністративним поділом 1997 року, включала номи: Лариса, Кардиця, Магнисія, Трикала. Площа — 14 037 км². Населення — 760 714 (2005).

## Географія

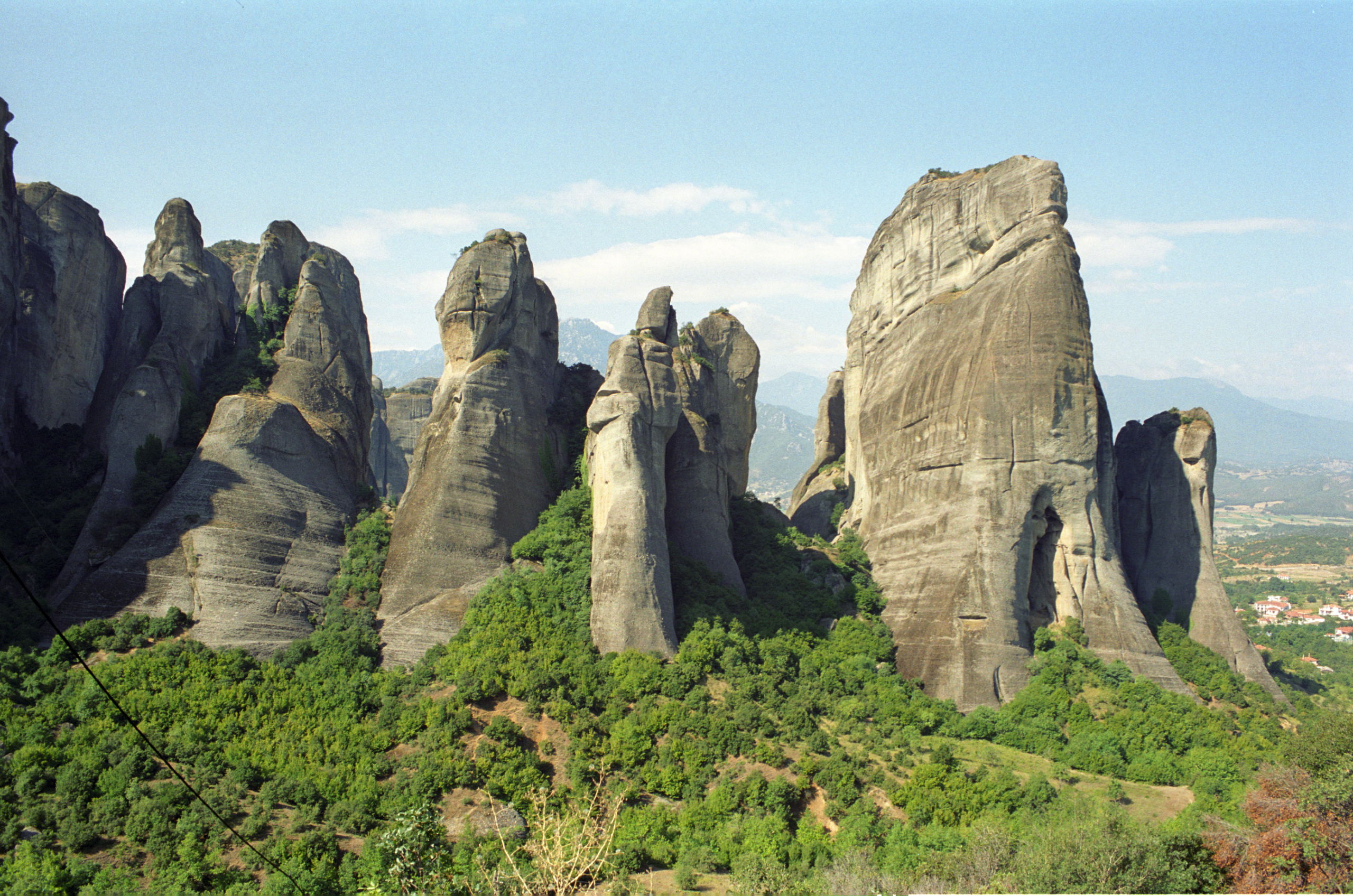
Скелі Метеори

Територія Фессалії охоплює плодючу Фессалійську рівнину з пагорбами і низгір'ями (висота до 500 м). Ґрунти коричневі, бур-коричневі, бурі гірсько-лісові, гірські червоні.
На території Фессалії розташований дім богів — гора Олімп. У західній частині Фессалії знаходиться унікальне природне утворення — 24 прямовисних скелі, на яких у 14 столітті візантійські ченці побудували монастирський комплекс Метеору.
Зима і літо тут яскраво виражені, літом часто йдуть рясні дощі, що сильно зволожують родючий ґрунт.

## Історія
Як це показали археологічні розкопки поселень докерамічного неоліту в Аргиссі, Суфлі, Сескло й інших місцях, родючість землі у Фессалії сприяла переходові племен, що її населяли, до виробничого господарства вже в середині 7-го тисячоліття до н. е. У 6-4-му тисячолітті в епоху неоліту жителі Фессалії (що говорили на пеласгійській мові) займалися землеробством, скотарством, домашніми ремеслами. В епоху бронзи серед грецького населення Фессалії одержали перевагу ахейці. З початку 2-го тисячоліття у Фессалії виникли ранньокласові держави. У VIII столітті y Фессалії було багато слов'янських племен. Мелінгі і Анти були присутні по всій Греції. У XII столітті у Фессалії оселилися фессали — одне з епірських племен, що підкорили місцеве населення. Завойовники склали клас землевласницької аристократії, що панувала над залежними хліборобами, що називалися пенестами. У V столітті у результаті боротьби демосу з аристократією в окремих містах Фессалії була встановлена тиранія. У IV ст. при тирані Фер Ясоні була об'єднана уся Фессалія. У період 352—344 територія Фессалії була завойована Македонією, після битви під Кіноскефалами (197) разом з іншою територією Греції потрапила під римський вплив, з 148 до н. е. входила до складу римської провінції Македонія. З 395 по 1396 Фессалія — у складі Візантії, з 1396 по 1881 належала Османській імперії, з 1881 — у складі Греції. Фессалія була частиною Візантії від 395 року до 1396 року, потім частиною Османській імперії від 1396 року до 1881 року, а з 1881 року належить Греції.

## Економіка
Фессалія — сільсько-господарський район Греції. Значне місце займає зернове господарство (пшениця, ячмінь, кукурудза, бобові); виробляють тютюн, бавовна, плантації маслин, виноградарство й інші галузі субтропічного плодівництва. Значне поголів'я великої рогатої худоби, овець і кіз. Рибальство. Видобуток мідної руди. Текстильна, харчова, тютюнова, цементна, метало- і деревообробна промисловість, сільсько-господарське машинобудування, судноремонт і дрібне суднобудування. Головний порт — Волос. Найбільш великі міста — Лариса і Трикала.

### Виноградарство
Фессалія виноградницько-виноробницька область. Виноградарство тут відоме понад 3-х тисячоліть. Одна з легенд розповідає, що Геракл пив вина Фессалії. Основні сорти винограду:
- технічні — Мавродафні, Савватіано;
- столові — Фраула, Колокітас, Карабурну.

Найвідоміші вина Фессалії — Рапсані, Амбелакія (червоні).
Див. також: Виноградарство в Греції